# Chris Fleming
Chris Fleming (Forked River, 3 marzo 1970) è un allenatore di pallacanestro ed ex cestista statunitense naturalizzato tedesco.

## Carriera
Da allenatore ha guidato la Germania a due edizioni dei Campionati europei (2015, 2017).

## Palmarès

### Allenatore

#### Squadra
- Campionato tedesco: 4

Brose Bamberg: 2009-10, 2010-11, 2011-12, 2012-13
- Coppa di Germania: 4

Artland Dragons: 2008
Brose Bamberg: 2010, 2011, 2012
- Supercoppa tedesca: 3

Brose Bamberg: 2010, 2011, 2012

#### Individuale
- Basketball-Bundesliga Allenatore dell'anno: 1

Brose Bamberg: 2010-11